# Joseph de Maistre

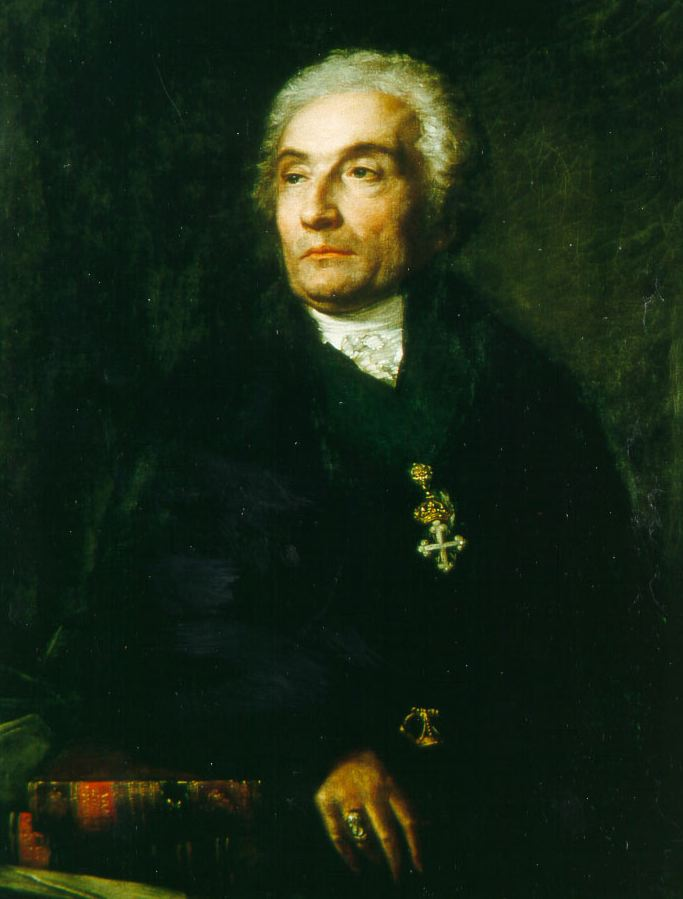
Joseph, comte de Maistre

Joseph, graaf de Maistre (Chambéry, 1 april 1753 – Turijn, 26 februari 1821) was een Savoyaards politicus, schrijver en filosoof, die beschouwd wordt als een van de intellectuele grondleggers van de Franse contrarevolutie.

## Leven
Joseph de Maistre werd geboren in 1753 in Chambéry in Savoye, dat toen nog samen met Piëmont en Sardinië een onafhankelijk koninkrijk vormde en stamde uit een adellijke familie. Zijn vader, François-Xavier Maistre, die president was van de Senaat van Savoye, gaf hem een christelijke opvoeding en hij werd opgeleid bij de Jezuïeten. Meteen na zijn studies, op twintigjarige leeftijd, begon hij aan een carrière in de magistratuur. In 1788 werd hij senator. In 1793, na het binnenvallen van de Franse troepen in Savoye, volgde hij zijn koning in ballingschap naar Sardinië. Tijdens deze eerste periode van de Franse Revolutie schreef hij verscheidene politieke werken, waaronder Considérations sur la France, waarin hij een oordeel velde over de situatie van Frankrijk, zonder ooit Frankrijk te hebben bezocht.
In 1803 werd hij naar Sint-Petersburg afgevaardigd als Savoyaans diplomaat. Daar publiceerde hij in 1810 zijn Essai sur le principe générateur des institutions politiques, een werk over sociale politiek.
In 1816 bezocht de Maistre dan uiteindelijk Frankrijk. Men onthaalde hem met veel bewondering, want hij had twintig jaar daarvoor de Restauratie in Frankrijk voorspeld. Hoewel hij zeer gelukkig was met deze ontwikkeling, rustte de Maistre niet op zijn lauweren en publiceerde hij nog enkele ophefmakende geschriften: Du Pape (1819) en Les Soirées de Saint-Pétersbourg (1821). Dit waren werken waarin hij zijn laatste gedachten over de christelijke maatschappij, de Kerk en de Voorzienigheid neerschreef.
Joseph de Maistre overleed op 26 februari 1821.

## Zijn gedachtegoed
Joseph de Maistre was een van de voornaamste intellectuele tegenstanders van de Franse Revolutie. Men kan hem beschouwen als de theoreticus van het reactionaire denken, van de christelijke contra-revolutie. Voor hem was de Franse revolutie een ramp van historische omvang, waarvan hij in Considérations sur la France, hoofdstuk IV zei dat ze radicaal slecht was ("elle est mauvaise radicalement"). De Maistre kantte zich ook tegen het rationalisme van de 18e eeuw en de schrijvers van de Encyclopédie. Hij stelde daar het gezond verstand, religie en de ongeschreven wetten tegenover. Hij was bijgevolg ook tegen de idee van de rechten van het individu, die zo werden opgehemeld door de verdedigers van de Revolutie.
De Maistre was voorstander van een ultramontane theocratie en plaatste het menselijk gezag volledig onder de onbeperkte macht van de goddelijke Voorzienigheid. Slechts één orde, zowel op politiek als op sociaal vlak, komt overeen met de wetten van het universum: de koninklijke orde, gebaseerd op een dynastie.

## Werken
- Considérations sur la France (1796)
- Essai sur le principe générateur des institutions politiques (1810)
- Du Pape (1819)
- De l'Eglise gallicane (1821)
- Les Soirées de Saint-Pétersbourg ou Entretiens sur le gouvernement temporel de la Providence (1821), postuum uitgegeven.